# Bartolomé Xiberta
Bartolomé Xiberta OCarm (* 4. April 1897 in Santa Coloma de Farners; † 26. Juli 1967 in Tarrasa) war ein spanischer römisch-katholischer Theologe.

## Leben
Nach der Priesterweihe am 20. Dezember 1919 war er von 1926 bis 1937 Professor für Dogmatik am Colegio Internacional San Alberto Rom.

## Schriften (Auswahl)
- Clavis ecclesiae. De ordine absolutionis sacramentalis ad reconciliationem cum ecclesia. Rom 1922, OCLC 39677197.
- Guidonis Terreni Quaestio de magisterio infallibili Romani pontificis. Münster 1926, OCLC 185451298.
- De scriptoribus scholasticis saeculi XIV ex ordine Carmelitarum. Louvain 1931, OCLC 3657918.
- Guiu Terrena, Carmelita de Perpinya. Barcelona 1932, OCLC 802630846.